# Cytoplasma
 Der er for få eller ingen kildehenvisninger i denne artikel, hvilket er et problem. Du kan hjælpe ved at angive troværdige kilder til de påstande, som fremføres i artiklen.

Cytoplasma består af hele celleindholdet på nær cellekernen. Cytoplasma består af cytosolen, organeller, cytoskelet samt næringsdepoter. Der er cytosol, som er flydende, inde i hver eneste celle. Rundt omkring findes cellemembranen, som beskytter cellen.
| Naturvidenskab | Spire Denne naturvidenskabsartikel er en spire som bør udbygges. Du er velkommen til at hjælpe Wikipedia ved at udvide den. |